# Sjarhej Sidorski

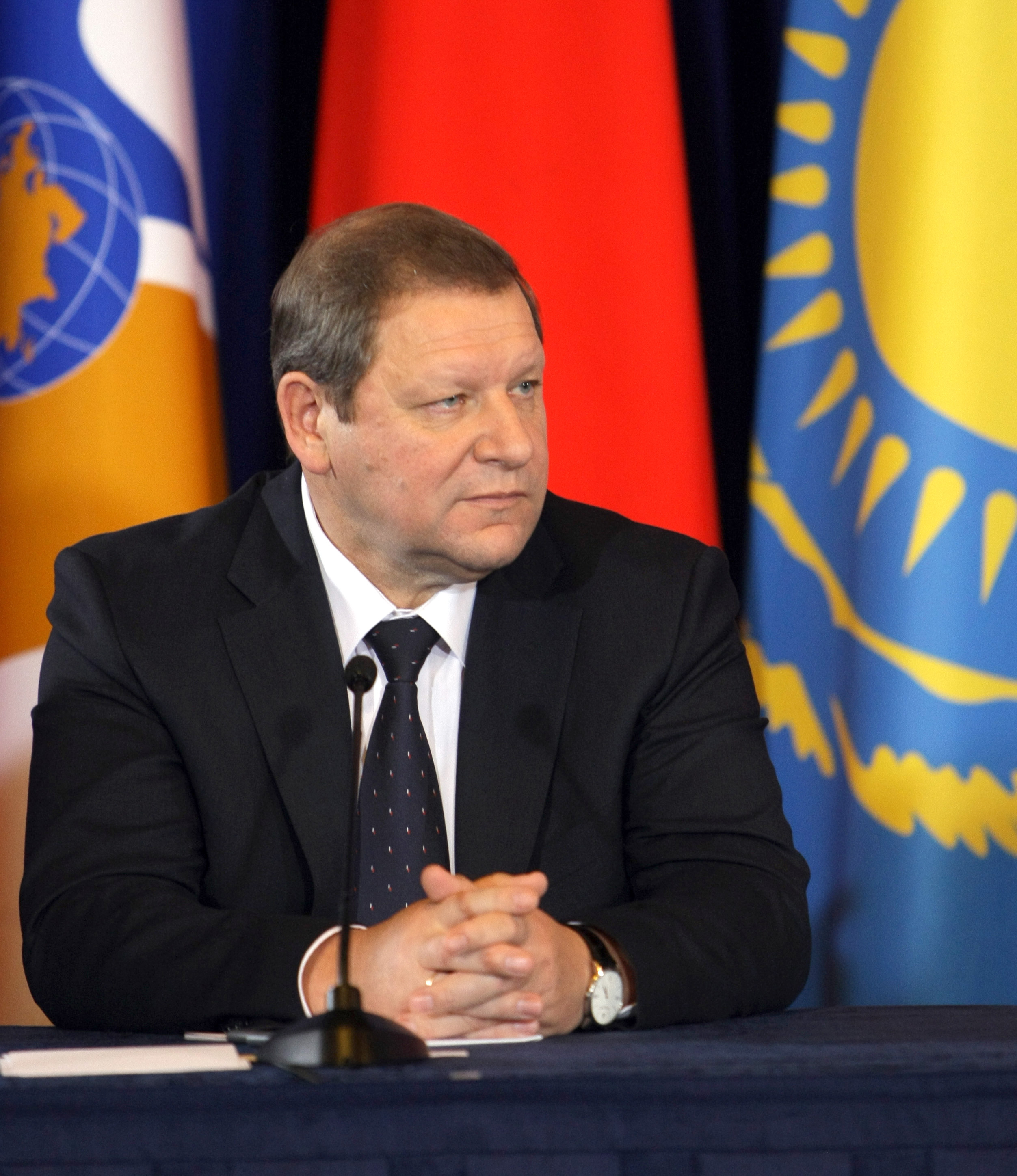
Sjarhej Sidorski

Sjarhej Sjarhejevitsj Sidorski (Wit-Russisch: Сяргей Сяргеевіч Сідорскі) of Sergej Sergejevitsj Sidorski (Russisch: Сергей Сергеевич Сидорский; Homel, 13 maart 1954), is een Wit-Russisch politicus.

## Levensloop
Sidorski sloot in 1976 zijn studie elektrotechniek af. Hij werkte vervolgens als monteur en elektricien. Hij was daarna onder andere werkzaam als hoofd van een laboratorium en bij de Homel Radio Istallatie. Van 1991 tot 1992 was hij directeur van Homel Radio Installatie en van 1992 tot 1998 bedrijfsleider van Onderzoeks en Productie Vereniging RATON. Van 1998 tot 2001 was Sidorski plaatsvervangend, daarna eerste plaatsvervangend voorzitter van het Homel Oblast Bestuur.
In 2001 deed Sidorski zijn intrede in de landelijke politiek toen hij vicepremier werd, in 2002 werd hij eerste vicepremier. Op 10 juli 2003 werd hij waarnemend premier en verving hij Henadz Navitski die sinds 1 oktober 2001 premier was. Op 19 december 2003 benoemde president Aleksandr Loekasjenko Sidorski tot premier. Op 18 april 2006 werd zijn ambtstermijn door Loekasjenka verlengd. Op 28 december 2010 werd hij door Mikhail Myasnikovich opgevolgd.
Sjarhej Sidorski is getrouwd en heeft twee kinderen. Van zijn hand zijn meer dan veertig wetenschappelijke publicaties verschenen. Sikorski spreekt naast Wit-Russisch en Russisch ook Duits. Hij is onderscheiden als Ere Arbeider der Industrie en heeft onlangs de titel doctor in de technische wetenschappen ontvangen.